# Ozernovskij
Ozernovskij (rusky Озерновский) je osada v Usť-Bolšereckém okrese v Kamčatském kraji v Rusku. Žije zde 1 612 lidí (2021).

## Geografie
Osada se nachází na levém (jižním) břehu ústí řeky Ozjornaja, která se vlévá do Ochotského moře, naproti osadě Záporoží, se kterou je spojena silničním mostem.
Krajské město Petropavlovsk-Kamčatskij se nachází asi 360 km od osady.

## Historie
V roce 1907 založil ruský obchodník Sergej Fjodorovič Grušeckij továrnu na zpracování ryb a spolu s ní položil základy osady, která byla podle řeky nazývána Ozernaja. V letech 1910 až 1918 se osada nazývala Unterbergerovka podle guvernéra Paula Simona Unterbergera. Prvními obyvateli osady byly především ukrajinští rolníci.
V prvních letech existence osady její obyvatelé hlídali místa tření lososů, lovili soboly, zabývali se zahradnictvím a chovem zvířat. V osadě dominoval rybolov, nachytané ryby byly předávány obchodníkům s rybami, to byl hlavní příjem osadního rozpočtu. V roce 1918 vznikla internátní škola, kam přicházely studovat děti ze severních vesnic. Koncem 20. let 20. století byla v osadě otevřena pošta s rozhlasem.
Dne 26. srpna 1922 u osady ztroskotal japonský kaibókan Niitaka. 
V roce 1948 byla osada povýšena na sídlo městského typu, ale tento status jí byl v roce 2010 opět odebrán.
Dne 13. října 2020 bylo u osady Ozernovskij vyplaveno na břeh velké množství uhynulých ryb, chobotnic a krabů. K podobné ekologické katastrofě došlo o měsíc dříve také v Avačském zálivu.
V létě 2023 bude zahájena výstavba nové moderní okresní nemocnice.

## Atrakce
- Ozernovskij je výchozím turistickým bodem pro návštěvu Kurilského jezera, která je tvořeno velkou kalderou, která byla vytvořena asi před 8 000 lety masivní sopečnou erupcí.
- Ozernovské horké prameny se nachází 15 km proti proudu řeky Ozjornaja.
- Paužetská geotermální elektrárna je první geotermální elektrárnou v bývalém SSSR.

## Hospodářství
Hlavním průmyslovým odvětvím osady je rybolov a následné zpracování rybích produktů. Značná část továrních území a kotvišť byla postavena v letech 1980 až 2010 na místě vzniklém zasypáním a zpevněním mělkého břehu řeky Ozjornaja. Největším rybářským podnikem v osadě je Озерновский рыбоконсервный завод № 55, což je jeden z největších představitelů rybářského průmyslu v Rusku.
S regionálním centrem je osada spojena přes letiště, které se nachází ve vesnici Záporoží. Neexistuje zde celoroční napojení na silniční kamčatskou síť.